# La Parada, Santa Catarina
La Parada är en ort i Mexiko.   Den ligger i kommunen Santa Catarina och delstaten San Luis Potosí, i den centrala delen av landet, 230 km norr om huvudstaden Mexico City. La Parada ligger 950 meter över havet och antalet invånare är 576.
Terrängen runt La Parada är kuperad. Runt La Parada är det ganska glesbefolkat, med 22 invånare per kvadratkilometer. Närmaste större samhälle är San Diego, 3,3 km sydväst om La Parada. I omgivningarna runt La Parada växer huvudsakligen savannskog.